# 韓滅鄭之戰
韓滅鄭之戰，指前375年，韩国灭郑国的一场战役。
前423年，韩武子伐郑，杀郑幽公。郑人立幽公弟郑繻公。前408年，韩景侯伐郑，取雍丘。郑在京筑城。前407年，郑伐韩，於负黍（在洛州阳城县西南三十五里）大败韩兵。前400年，郑围韩国阳翟。前398年，郑繻公杀其相驷子阳。前396年，驷子阳之党杀弑繻公而立幽公弟为郑康公。前394年，负黍反郑归韩。前385年，韩伐郑，取阳城。前375年，韩哀侯灭郑，不久迁都到郑国故都新郑。